# Raghu Rai

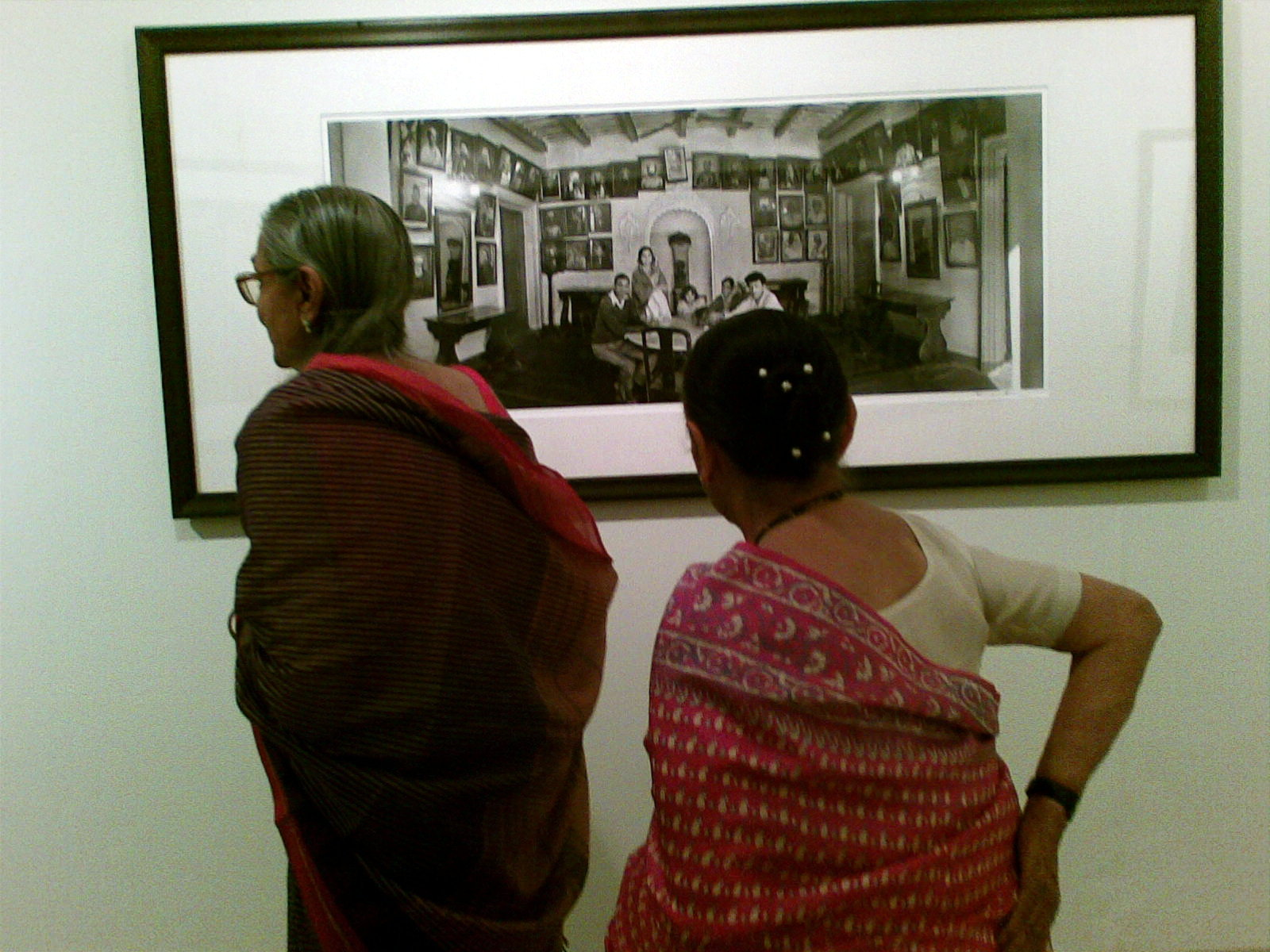
Otevření výstavy fotografa, 2008

Raghu Rai (* 18. prosince 1942) v Jhhangu (nyní v Pákistánu) je indický fotograf, člen mezinárodní fotografické agentury Magnum Photos.

## Životopis
Fotografem se stal v roce 1965 a od roku 1966 pracoval pro přední indický deník The Statesman. Od roku 1976 byl fotografem na volné noze. V letech 1982 až 1992 byl fotoeditorem časopisu India Today.
Jeho nejslavnější prací je soubor fotografií z roku 1984 z chemické katastrofy v indickém Bhópálu, z níž fotografie pohřbu neznámého dítěte získala cenu World Press Photo. V roce 1971 získal v Indii Padmashree Award a v roce 1992 získal v USA cenu Fotograf roku (Photograph of the Year). V roce 2017 získal Cenu za celoživotní dílo v rámci indického ocenění National Photography Awards.
Publikuje v prestižních světových novinách a časopisech jako Time, Life, GEO, The New York Times, Sunday Times, Newsweek, The Independent, New Yorker atd. Je autorem zhruba dvou desítek fotografických knih a jeho výstavy proběhly v řadě metropolí celého světa. V roce 2004 uspořádala jeho výstavu na Pražském hradě pod záštitou Václava Havla Leica Gallery Prague ve spolupráci s organizací Greenpeace.